# Leeds United FC fotbollsakademi
Leeds United FC Fotbollsakademi eller enbart Leeds Akademi är en fotbollsakademi som drivs av Leeds United och erbjuder klubbens ungdomar en möjlighet att kombinera studier med att utveckla sitt fotbollskunnande genom en professionellt organiserad träning och fotbollsmatcher. Akademin är en sekundärutbildning för ungdomar som har gått ut grundskolan på liknande sätt som ett svenskt fotbollsgymnasium.
Akademin var en av de första av sitt slag i England när den grundades 1992 i Leeds dåvarande tränare Howard Wilkinsons regi och ligger på klubbens träningsanläggning Thorp Arch.
Den engelska ungdomsfotbollen och akademierna genomgick en större omstrukturering 2012 genom en sammanslagning av flera olika ungdoms- och reservlagsligor till en Professional Development League (PDL) för ungdomsfotboll. Akademins grundstomme är klubbens båda ungdomslag Leeds United U-18 och Leeds United Development Squad, ett U21-lag där grundstommen utgörs av akademispelare samt spelare som inte är ordinarie i Leeds a-lag. I Professional Development League U21-fotbollen måste spelarna vara under 21 år gamla, men varje lag får innehålla en överårig målvakt samt tre överåriga utespelare. Professional Development League är uppdelad i divisioner och regioner där Leeds båda lag spelar i sin respektive åldersgrupp i Professional Development League 2 - Northern.
Akademin har fostrat flera kända spelare genom åren, spelare som avancerat via akademins ungdoms- och reservlag till Leeds a-lag och sedan vidare ut i fotbollsvärlden, bland annat de engelska landslagsspelarna Aaron Lennon, James Milner, Paul Robinson, Scott Carson, Jonathan Woodgate, Danny Rose, Fabian Delph, Lewis Cook och Alan Smith, samt Harry Kewell (Australien) och Ian Harte, Stephen McPhail och Gary Kelly (Irland). Det finns även många i ungdomslandslagen som skolats i akademin t.ex Englands Matt Kilgallon, Jonathan Howson, Tom Lees, Jack Clarke,  och Ronaldo Vieira, Irland U21-spelarna Eric Grimes och Aidan White har också skolats i akademin.
Av spelarna i Leeds nuvarande a-lagstrupp så har bland andra följande kommit fram via akademin: Kalvin Phillips, Jamie Shackleton, Leif Davis och Jordan Stevens.
Den nuvarande managern för akademin är Adam Underwood. Carlos Corberán tränar U23 och Mark Jackson tränar U18.